# 四氢小檗碱
四氢小檗碱是一种有机化合物，化学式为C20H21NO4。它是一种苄基异喹啉生物碱，具有原小檗碱子结构。它存在于罂粟科的很多植物中，如延胡索和齿瓣延胡索。